# Jaroslav Květoň
Jaroslav Květoň, en tjeckisk astronom.
Minor Planet Center listar honom under namnet J. Kveton som upptäckare av 2 asteroider.

## Asteroider upptäckta av Jaroslav Květoň
| 2672 Písek  | 31 maj 1979       |
| 7218 Skácel | 19 september 1979 |